# Potamobrotica
Potamobrotica is een geslacht van kevers uit de familie bladkevers (Chrysomelidae).
De wetenschappelijke naam van het geslacht werd in 1966 gepubliceerd door Blake.

## Soorten
- Potamobrotica brasiliensis (Bowditch, 1913)
- Potamobrotica trifasciata (Blake, 1966)
- Potamobrotica viridis (Blake, 1966)